# Christian Pouga
Christian Pouga (Douala, Camerún, 9 de enero de 1986), futbolista camerunés. Juega de delantero y su actual equipo es el SA Mamertins. 

## Trayectoria
Empezó jugando en el Shanghai United, pasando muy joven a formar parte del FC Zürich. Tras pasar por el FC Aarau lo ficha el AC Bellinzona, un modesto equipo de la segunda división suiza, con el que consigue el ascenso a la primera división de dicho país, y alcanza la final de Copa. Todos esto éxitos le siven para que el Sevilla FC se fije en él, y lo contrate para formar parte de su segundo equipo, el Sevilla Atlético

En el verano de 2008 es convocado por primera vez para disputar partidos con la camiseta de la selección absoluta de Camerún. Anteriormente Pouga había sido un habitual de las convocatorias sub-20.

## Clubes
| Club                  | País      | Año             |
| --------------------- | --------- | --------------- |
| Dalian Shide          | China     | 2003 - 2004     |
| Shanghai United       | China     | 2004 - 2006     |
| Zürich                | Suiza     | 2006 - 2007     |
| Aarau                 | Suiza     | 2007            |
| Bellinzona            | Suiza     | 2007 - 2008     |
| Sevilla Atlético      | España    | 2008 - 2009     |
| Leixões               | Portugal  | 2009 - 2010     |
| FC Vaslui             | Rumania   | 2010 - 2011     |
| CS Marítimo           | Portugal  | 2011 - 2012     |
| Oud-Heverlee Leuven   | Bélgica   | 2012 - 2013     |
| Lierse SK             | Bélgica   | 2013            |
| Osmanlıspor FK        | Turquía   | 2014            |
| Boavista F.C.         | Portugal  | 2014 - 2016     |
| PS Kemi               | Finlandia | 2016            |
| Al-Talaba SC          | Irak      | 2017            |
| Pembroke Athleta F.C. | Malta     | 2017            |
| SA Mamertins          | Francia   | 2018 - Presente |